# الکس اسمیت (بازیکن فوتبال، زاده ۱۹۳۸)
الکس اسمیت (انگلیسی: Alex Smith؛ زادهٔ ۲۹ اکتبر ۱۹۳۸) بازیکن فوتبال اهل بریتانیا است.
از باشگاه‌هایی که در آن بازی کرده‌است می‌توان به باشگاه فوتبال بولتون واندررز، باشگاه فوتبال ویموث، و باشگاه فوتبال پرستون نورث اند اشاره کرد.